# EMT Luna

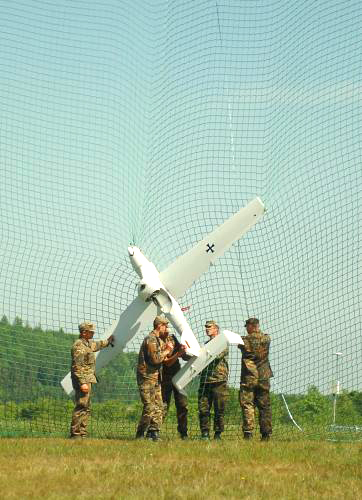
LUNA nach einer Netzlandung auf dem Truppenübungsplatz Baumholder im Jahr 2007

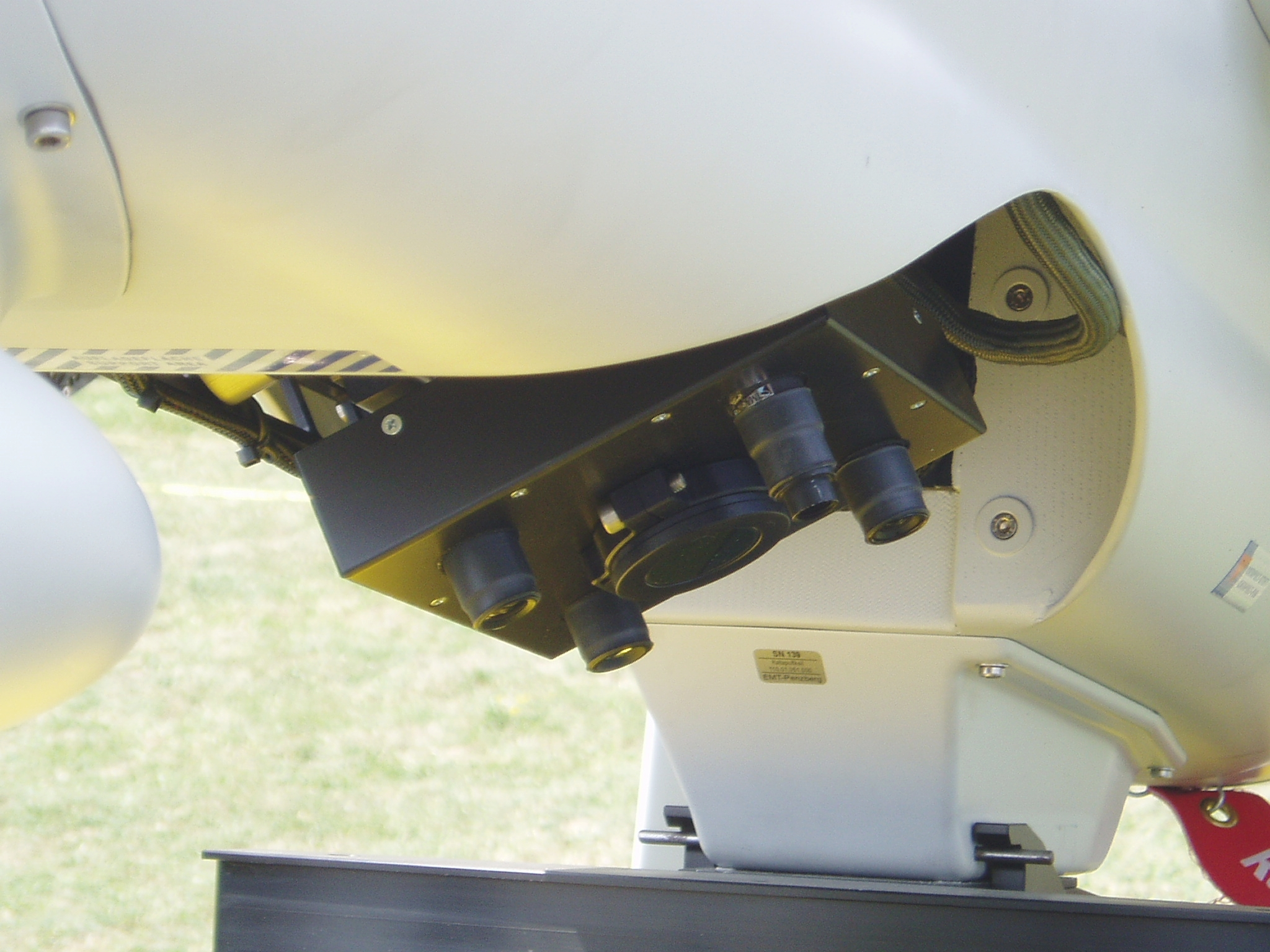
Kamera der LUNA

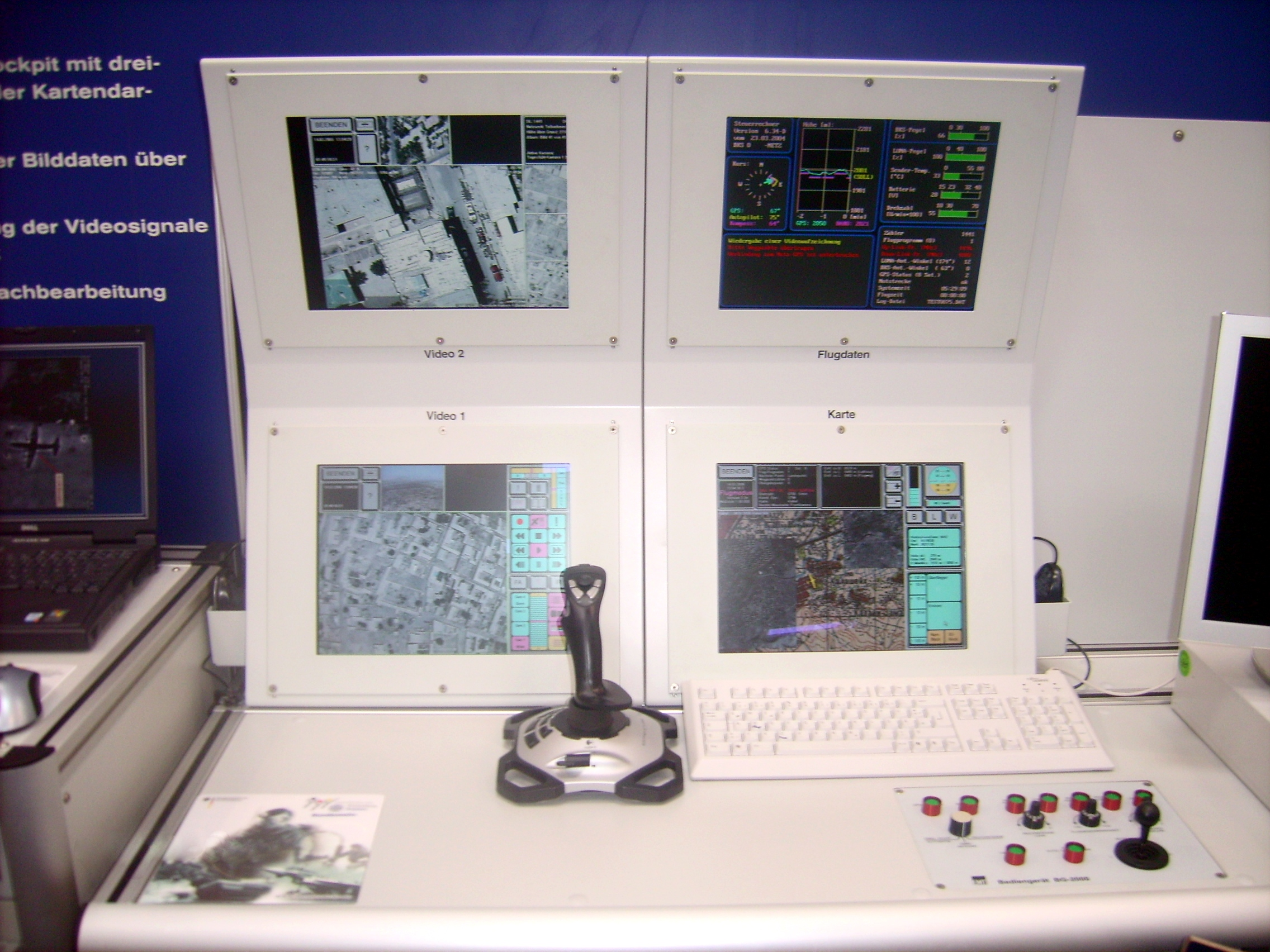
Boden-Kontrollstation des LUNA x-2000 Systems

Die LUNA (Luftgestützte Unbemannte Nahaufklärungs-Ausstattung) (auch als LUNA X-2000 bezeichnet) ist eine deutsche Aufklärungsdrohne. Sie wird von der oberbayerischen Firma EMT in Penzberg und Iffeldorf gebaut und wird seit März 2000 von der Bundeswehr in Einsatzgebieten zur Aufklärung eingesetzt.

## Beschreibung
Durch Aufklärung in einem Umkreis von 80 Kilometern werden Informationen an die Bodenkontrollstation übermittelt. Das Fluggerät startet mit Hilfe eines Katapultes. Die Landung erfolgt an einem Landeschirm oder mittels Netzlandung mit autonomem Landeanflug. Der Flugkurs wird vor dem Start programmiert, kann aber auch während des Flugs von der Bodenkontrollstation geändert werden.
Die Aufklärungsdaten werden über eine Duplex-Mikrowellenverbindung im C-Band in Echtzeit übertragen. Dabei können über einen Uplink Steuerbefehle zur Korrektur des Flugkurses eingegeben werden. Über einen Downlink werden die Videosignale übertragen.

## Programmentwicklung
Im Oktober 1997 wurde ein Studienvertrag zwischen der Firma EMT und dem Bundesamt für Wehrtechnik und Beschaffung abgeschlossen, der die Entwicklung und Beschaffung regelte. Im März 2000 setzte die Bundeswehr erstmals eine Luna ein, sie kam im Rahmen der KFOR-Mission im Kosovo zum Einsatz. Am 30. August 2002 schließlich wurde der Beschaffungsvertrag für 12 Bodenstationen mit 40 Fluggeräten unterzeichnet.
Die LUNA verfügt seit dem 25. August 2003 über eine militärische Musterzulassung der Kategorie 2. Mit dieser Zulassung darf die Drohne außerhalb von Sperrgebieten und über dünn besiedeltem Gebiet eingesetzt werden. Ein Einsatz im normalen Luftverkehr ist damit allerdings nicht zulässig. Am 10. September 2003 erfolgte die Verkehrszulassung und die offizielle Indienststellung zum Flugbetrieb.
Als Luftfahrzeugkennzeichen nutzt die Bundeswehr häufig das Kennzeichen mit der Anfangszahl 90, beispielsweise 90+15, 90+31.
Eine verbesserte Version der LUNA-Drohne ist bei EMT unter dem Namen LUNA NG in der Entwicklung. Die LUNA NG kann mehr Nutzlast aufnehmen sowie länger und schneller fliegen.
Im Jahr 2022 war geplant, EMT Luna bis Ende 2028 zu nutzen.

## Systemelemente
- Startkatapult
- Instandsetzungskabine
- Antenne
- Bodenkontrollstation
- Drohne
- Netzlandesystem

## Sensoren
Für den Einsatz kommen folgende Kameras und Sensoren zum Einsatz:
- 1 × Farbvideo CCD-Kamera für die Sicht des Piloten
- 1 × 3-Achsen-stabilisierte, schwenkbare, modulare Sensorplattform
- 4 × abwärts blickende Farbvideo-Kameras
- optional: Wärmebildkamera (Zeiss ATTICA C384 MW D)
- optional: NIR-Videokamera

## Nutzung und Einsätze
Die Drohne wird von der Bundeswehr seit März 2000 bis heute in verschiedenen Einsatzgebieten wie Afghanistan, Nordmazedonien, Kosovo und in Mali zu Gunsten der MINUSMA-Mission mit Erfolg eingesetzt und erreichte Anfang 2009 ihren 5000. Einsatzflug. Laut Verteidigungsministerium sind mit Stand 27. Mai 2013 rund 7000 Flüge absolviert worden.
Im März 2002 führte EMT im Auftrag der norwegischen Streitkräfte mit der deutschen LUNA X-2000 mit dem Kennzeichen 99+15 Aufklärungsmissionen während des NATO-Manövers Strong Resolve durch.
2007 betrug der Stückpreis brutto rund 275.000 Euro. Von 2003 bis 2013 absolvierten die Aufklärungsdrohnen 12.456 Flugstunden.
Bis Juni 2014 wurden insgesamt 142 Aufklärungsdrohnen geliefert, von denen sich zu diesem Zeitpunkt 84 Drohnen im „nutzbaren Bestand“ der Bundeswehr befanden.
Zwei Drohnen der Bundeswehr wurden von Frank-Walter Steinmeier der OSZE für einen Einsatz im Krieg im Donbas angeboten. Aber unter minus 19 Grad droht die Drohne abzustürzen und bei einer Einsatzhöhe zwischen 3000 und 5000 Metern über dem Meeresspiegel ist das derzeit (Stand Oktober 2014) in der Ukraine rasch erreicht.
Nach einer Serie von sechs Flugabbrüchen wegen des Verlustes des Navigationssignals von GPS-Satelliten verhängte die Bundeswehr im Mai 2015 eine Einschränkung des Flugbetriebs.
Im Mai 2016 wurde im Rahmen der MINUSMA-Mission die LUNA-Aufklärungsdrohne beim deutschen Einsatzkontingent in Gao in Mali stationiert.
Im Februar 2019 wurde bekannt, dass die Luna-Aufklärungsdrohne im Zuge des Jemen-Krieges eingesetzt wurde.

## Export
Neben der Bundeswehr nutzt auch Pakistan die Drohne, um die schwer zugänglichen Stammesgebiete im Nordwesten Pakistans zu überwachen.
Ein weiterer Exportkunde ist Saudi-Arabien.

## Zwischenfälle und Verluste
Mit Stand 27. Mai 2013 sind nach Angaben des deutschen Verteidigungsministeriums 52 der Drohnen abgestürzt. Die Abstürze fanden in den Jahren 2004 bis 2012 in Afghanistan (40), im Kosovo (5) und auf Truppenübungsplätzen (7) statt.
Auf YouTube gibt es seit Jahren ein aus nur wenigen unscharfen Bildern bestehendes „Video“. Es zeigt angeblich den Beinahe-Zusammenstoß einer Luna-Drohne über Kabul mit einem Airbus der afghanischen Fluggesellschaft Ariana Afghan Airlines; die Drohne soll danach durch die von dem Passagier-Airbus verursachten Luftwirbel abgestürzt sein.
Ende Juni 2013 veröffentlichte das Bundesverteidigungsministerium Erklärungen zur Frage, wie viele Drohnen abgestürzt, bruchgelandet oder abhandengekommen sind.
Insgesamt gingen bis Juni 2014 58 Fluggeräte verloren, von den 47 zerstört wurden (24 durch Absturz) und 11 als vermisst galten.
Am 12. Februar 2019 wurde im Jemen eine von Saudi-Arabien eingesetzte LUNA-Aufklärungsdrohne abgeschossen.

## Technische Daten
Alle Daten beziehen sich auf die Herstellerangaben: LUNA und LUNA NG
| Version               | LUNA                                    | LUNA NG                       |
| --------------------- | --------------------------------------- | ----------------------------- |
| Spannweite            | 4,17 m                                  | 5,3 m                         |
| Länge                 | 2,36 m                                  | 3,0 m                         |
| Höhe                  | 0,87 m                                  | 1,1 m                         |
| Startmasse            | < 40 kg                                 | < 90 kg                       |
| max. Geschwindigkeit  | 70 km/h                                 | 90 km/h                       |
| max. Flughöhe (ISA)   | 5000 m                                  | > 5000 m                      |
| max. Flugdauer        | 6–8 Stunden                             | 12 Stunden                    |
| Daten-Link Reichweite | > 100 km                                | > 100 km                      |
| Triebwerk             | Zweizylinder-Zweitaktmotor (Hirth 4102) | Wankelmotor (Cubewano Reno42) |